# Base di dati relazionale a oggetti
Il modello di base di dati relazionale a oggetti o database relazionale a oggetti in sigla ORDBMS (object-relational database management system) è un modello di base di dati in cui convergono aspetti del modello relazionale e aspetti del modello a oggetti.
Molte delle idee dei database relazionali a oggetti sono state largamente incorporate in SQL:1999 ed infatti ogni prodotto che aderì a quello standard venne descritto come un software di Base di dati relazionale a oggetti, come: PostgreSQL, DB2, Oracle e Microsoft SQL Server.

## I tipi e le tabelle tipizzate
Per lo standard SQL-2003 per le basi di dati ad oggetti esistono i tipi predefiniti, i tipi costruiti (array, multiset, ref e row) e i tipi definiti dagli utenti basati su tipi predefiniti (tipi semplici, strutturati e abstract data type). I tipi e le tabelle tipate possono essere anche ereditate.
La creazione di un tipo semplice (id_impiegato) considerato un intero (INTEGER) e il suo uso in una tabella:
```
CREATE
 
TYPE
 
id_impiegato
 
AS
 
INTEGER
;

CREATE
 
TABLE
 
Impiegati
(

id
 
id_impiegato
,

nome
 
VARCHAR
(
50
),

età
 
INTEGER
,

id_manager
 
id_impiegato
);

```

La creazione di un tipo strutturato:
```
CREATE
 
TYPE
 
t_film
 
AS

(
titolo
 
VARCHAR
(
30
),

regista
 
VARCHAR
(
20
),

anno
 
DECIMAL
(
4
),

genere
 
CHAR
(
15
),

valutaz
 
NUMERIC
(
3
,
2
))

NOT
 
FINAL
;

```

Il tipo riferimento, REF(t) è il tipo di un identificatore di una tabella tipata
```
REF
 
(
<
tipo
 
strutturato
>
)
 
[
SCOPE
 
<
nome_tabella
>
 
]

```

Una tabella tipata è una tabella in cui la struttura di un tipo coincide con quella di un tipo.
Le tuple della tabella tipata sono istanze del tipo mentre le colonne corrispondono agli attributi del tipo.
Una tabella tipata ha un suo identificatore e non ha bisogno di chiave primaria.
La creazione di una tabella tipata:
```
CREATE
 
TABLE
 
<
nome_tabella
>

OF
 
<
nome_tipo_complesso
>

[(

[
<
opzioni
 
attributi
>
]

[
<
vincoli
>
]

[
<
identificazione
>
]

)]

```

## Progettazione di un ORDBMS
Per la conversione di una base di dati relazionale in una relazionale ad oggetti si parte dall'analisi dello schema ER della prima e si individuano gli attributi compositi che diventeranno tipi strutturati, gli attributi multivalore che diventeranno array o multiset, per un'entità rilevante per la base di dati si creerà una tabella.
Infine si opta per una tabella tipata, in combinazione con tipi riferimento quando una entità dello schema ER ha un'associazione 1-n.
Per la scelta della direzione delle associazioni in casi di bidirezionalità tra le varie entità è a discrezione del progettista che la sceglierà in base alla tipologia di interrogazioni che verranno fatte nella base di dati.